# Gastronomía de Egipto

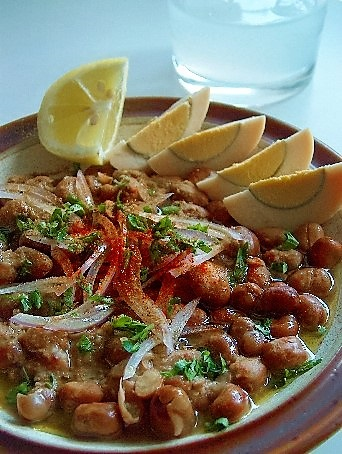
Ful medames, el plato nacional de Egipto.

La gastronomía de Egipto es muy variada debido a su posición geográfica que hace de puente entre la cocina africana y la mediterránea. Egipto es un país con una gran extensión de desierto y esto se nota en algunas de sus costumbres culinarias (como la frugalidad de sus platos). No obstante al ser un país musulmán muchas de las costumbres gastronómicas están regidas por las leyes del Islam.

## Ingredientes

### Carnes y pescados

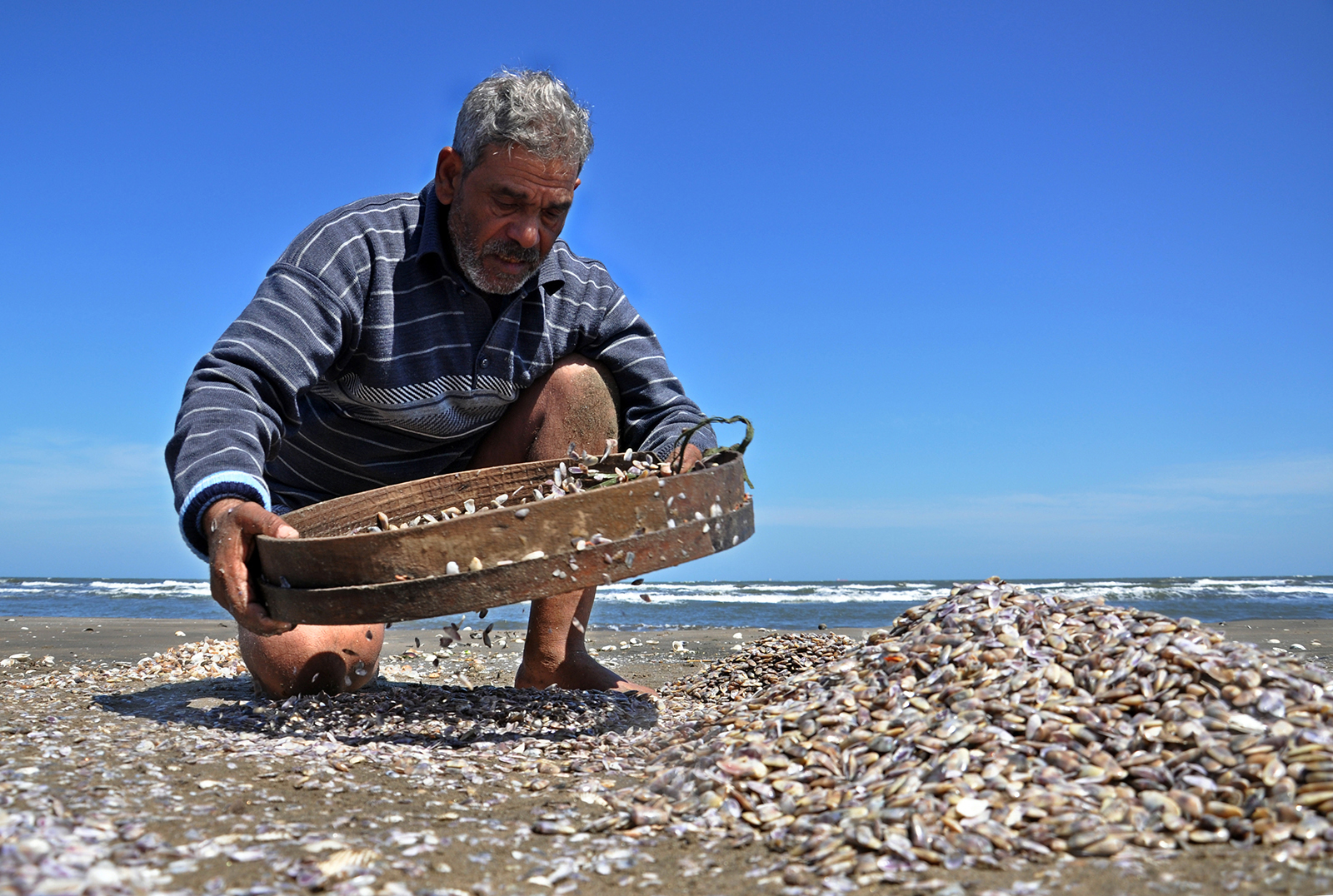
Mariscando en una playa de Puerto Saíd

Se emplean pescados frescos de las costas del mar mediterráneo, son muy conocidas unas gambas de gran tamaño originarias de Alejandría. En el terreno de la carne, la más común es la de cordero, que se guisa, se asa o se cuece. Apenas se come buey ya que suele ser empleado más para las labores agrícolas.

### Frutas y verduras
Las legumbres son muy apreciadas y sobre todo la omnipresente haba que en la cocina egipcia se aliñan, se asan, se hacen puré, etc. Se pueden ver de innumerables formas acompañando a diferentes platos.       El segundo ingrediente es el arroz. Existen no obstante platos que emplean como ingredientes las bamias o gombos. Hacen empleo del aceite de oliva tanto como aliño como elemento para freír.
Las frutas son abundantes, sobre todo los cítricos.

### Pan
Se elaboran numerosos tipos de pan con diferentes tipos de harina, la mayoría de ellos son planos. Uno de los más característicos son los Eish que con diferentes ingredientes se emplean como acompañamiento de otros platos.

## Platos característicos

### Platos originarios
- Ful medammes - Plato con habas cocidas.
- El molokheya (mouloureija) - caldo elaborada con variedad de hierbas a la que se le pone carne de pollo, conejo y diversas especias.
- Kushari - Estriado de granos.

### Postres
Los postres son semejantes a los de otros países del medio oriente y son muy celebrados los loukoum y los baklava. Se emplea mucho el dátil, por ejemplo para elaborar las meneas, una especie de bolas de pasta de almendras rellena de dátiles.

## Bebidas
Es muy popular beber agua aromatizada con diferentes sabores como azahar, rosas, etc. Existe una pequeña producción de vino y de cerveza.